# Манастир Попово Поље
Манастир Светог Архангела Гаврила - Манастир Попово Поље је манастир у изградњи Епархије зворничко-тузланске Српске православне цркве у селу Попово Поље код Брчког.
Манастирска црква посвећена је Сабору светог архангела Гаврила.

## Изградња
Темеље овог храм освештао је епископ зворничко - тузлански Хризостом 26. јула 2015. године.
Кумови темеља били су Драгомир и Нада Петровић.
На празник Сабора светог архангела Гаврила, 26. јула 2018. године, Владика зворничко-тузлански  Фотије, освештао је звона и крстове новоизграђеног храма посвећеног овом свецу. Кум звона овог храма, који ће бити први манастир на територији Брчко Дистрикта, био је предсједник Републике Српске, Милорад Додик.
Прва литургија у манастирској цркви служена је 28. јула 2024. године.

## Изглед цркве
Основа цркве је квадратна, са истакнутим проширењима на све четири стране, које су завршене полукуполама, чинећи облик једнакостраничног крста. На источној страни полукупола има намјену апсиде са олтарским простором, док су остале стране осмишљене да употпуне симетрију и допринесу централно-планском распореду.
Изнад средишњег квадратног наоса уздиже се кружни тамбур са осам луковичастих прозора са централном куполом. Прозори су украшени витражима.
Свака од полукупола посједује по 7 луковичастих прозора.
Централна купола и четири полукуполе изведене су у златној боји.
На свим псеудо-тромпама између полукупола постављени су скулптуре окруњених двоглавих орлова.
Приземље цркве одликује кружна надстрешница те тлоцрт асоцира на уписани крст у кругу.
Фасада је бијеле боје, са украсним елементима попут златних медаљона са различитим облицима крста: српски крст, Христов монограм, двоструки крст и студенички крст.
Вјероватно да би се очувала симетрија објекта, правоугаони звоник цркве је издвојен: његова архитектура је једноставнија. Првобитно је изграђен самостално, да би већ у даљем току изградње комплекса био уклопљен у објекат двоспратног манастирског конака.